# Jila Mossaed
Jila Mossaed Estakhri (persan : ژیلا مساعد استخری ; née le 4 avril 1948) est une écrivaine suédoise d'origine iranienne.

## Biographie
Née à Téhéran, elle vit en Suède en exil d'Iran depuis 1986. Elle réside à Göteborg et écrit en suédois et en persan. Le 5 octobre 2018, Mossaed est nommé membre de l'Académie suédoise avec le juge de la Cour suprême Eric Runesson,,. Elle remplace l'auteure Kerstin Ekman, qui a mis fin à sa participation à l'Académie en 1989 pour sa gestion de l'affaire Rushdie (et a officiellement démissionné en 2018), au siège 15.